# Hörleinsdorf

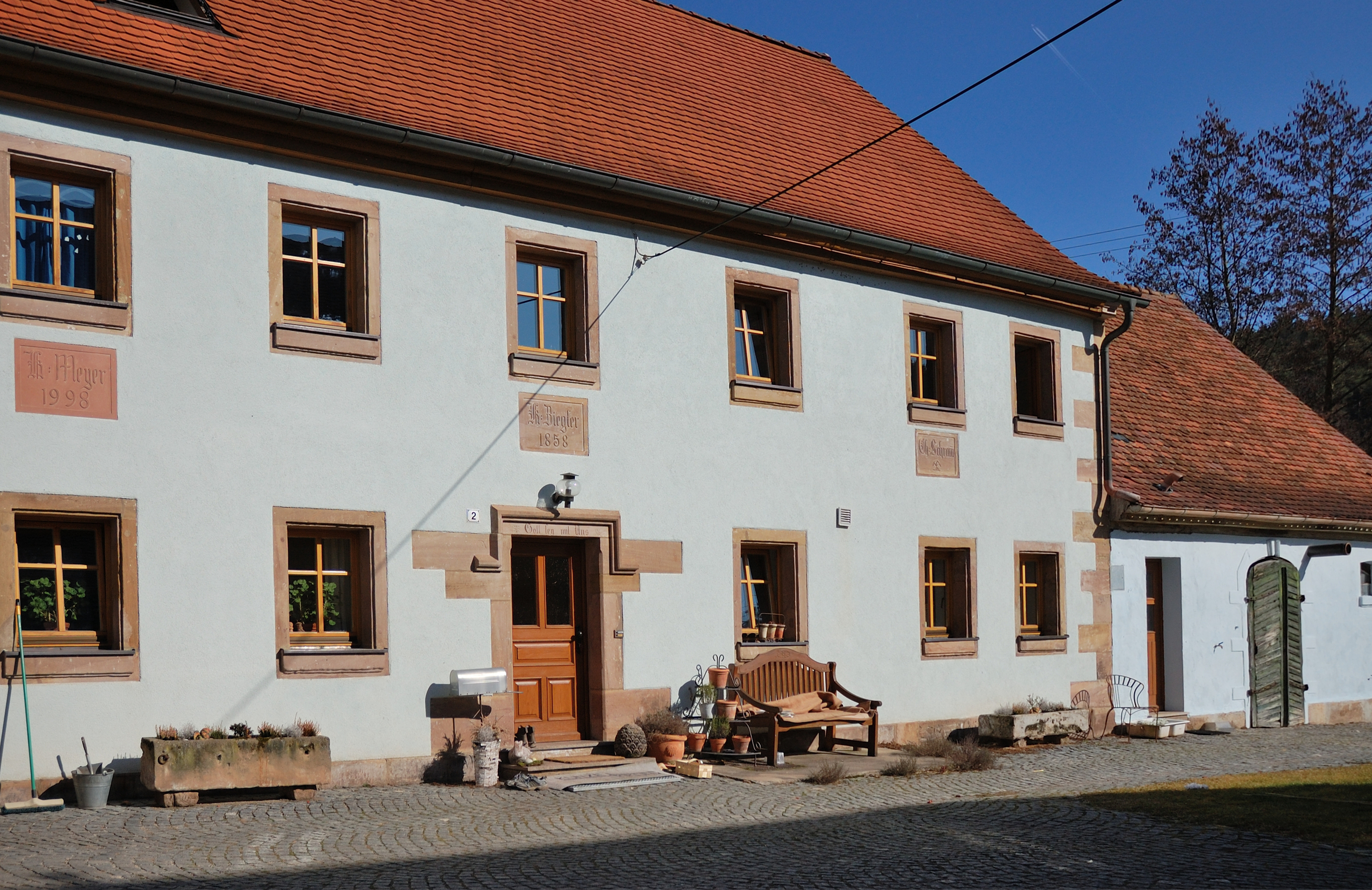
Ehemalige Gaststätte

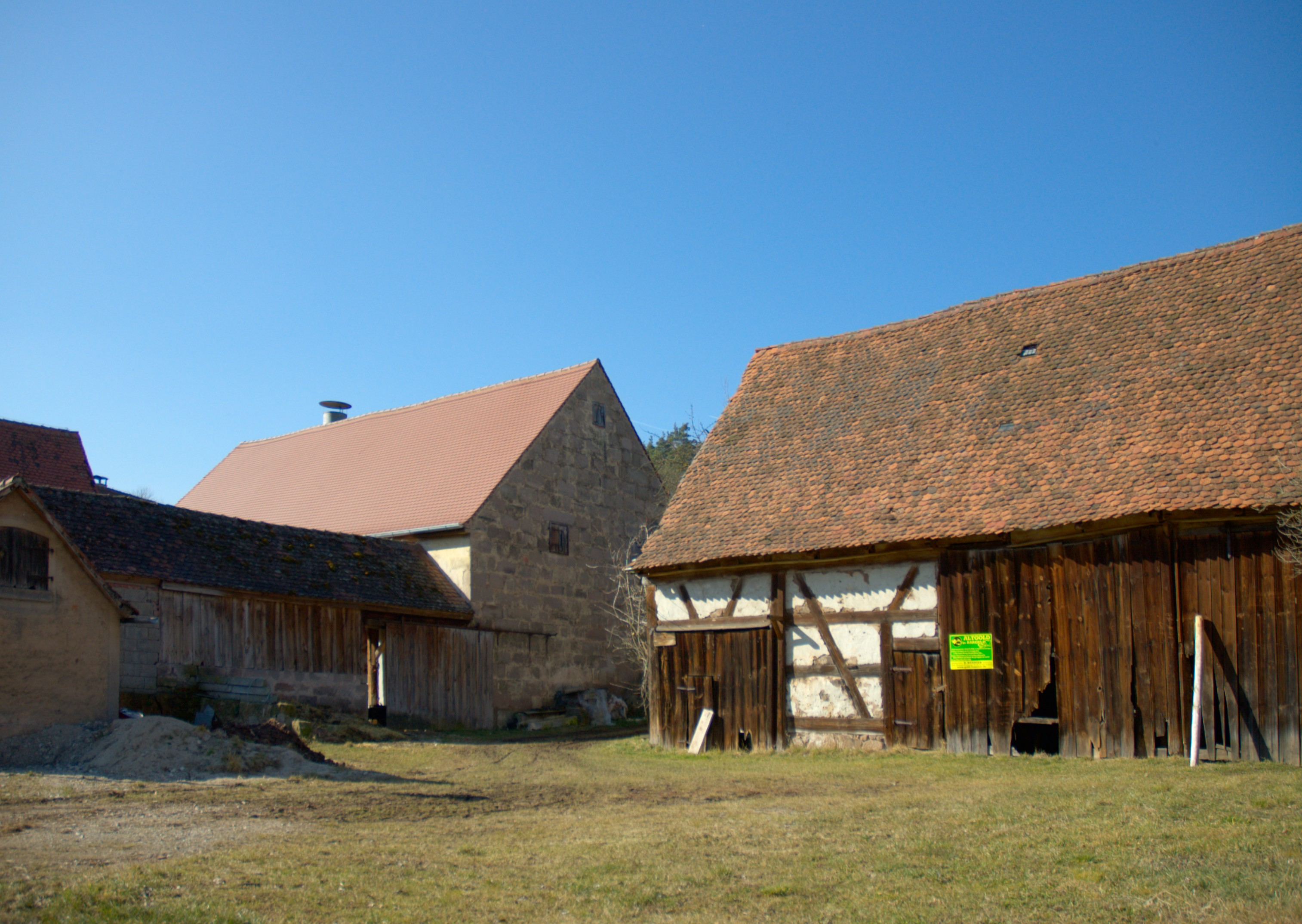
Fachwerkscheune

Hörleinsdorf (fränkisch: Hirleschdorf) ist ein Gemeindeteil des Marktes Dietenhofen im Landkreis Ansbach (Mittelfranken, Bayern). Hörleinsdorf liegt in der Gemarkung Kehlmünz.

## Geografie
Der Weiler liegt am Triebendorfer Graben, einem rechten Zufluss des Haselbachs. Im Westen liegt die Flur Kurzweil. Gemeindeverbindungsstraßen führen nach Markttriebendorf (1 km südwestlich), nach Betzendorf (1,4 km südöstlich) und zur Kreisstraße AN 24 (0,8 km nordöstlich). Im Ort kreuzen sich der Markgrafen- und der Hohenzollernweg.

## Geschichte
Der Ort wurde 1249 in einer Urkunde als „Horlinstdorf“ erstmals erwähnt. In dieser wird bezeugt, dass das Kloster Heilsbronn unter anderem dort vier Höfe erwarb. Die Bedeutung des Ortsnamens bleibt unklar, ein Personenname Horlin ist nicht belegt. Denkbar ist, dass er sich vom althochdeutschen „hor, horwes“ (= Sumpf, Schmutz, Kot) ableitet, wie das beispielsweise beim Ortsnamen Hürbel der Fall ist.
Im 16-Punkte-Bericht des Klosteramts Heilsbronn aus dem Jahr 1608 wurden für Hörleinsdorf 4 Mannschaften verzeichnet, die alle das Kastenamt Bonnhof als Grundherrn hatten (3 Bauern, 1 Köbler). Das Hochgericht übte das brandenburg-ansbachische Kasten- und Stadtvogteiamt Windsbach aus. Im Dreißigjährigen Krieg verödeten die Höfe.
Gegen Ende des 18. Jahrhunderts gab es in Hörleinsdorf 7 Anwesen (4 Halbhöfe, 1 Gut, 1 Haus, 1 Gemeindehirtenhaus). Das Hochgericht übte das brandenburg-bayreuthische Stadtvogteiamt Markt Erlbach im begrenzten Umfang aus. Es hatte ggf. an das brandenburg-ansbachische Richteramt Roßtal auszuliefern. Die Dorf- und Gemeindeherrschaft und die Grundherrschaft über alle Anwesen hatte das brandenburg-bayreuthische Kastenamt Bonnhof. Von 1797 bis 1808 unterstand der Ort dem Justiz- und Kammeramt Cadolzburg.
Im Rahmen des Gemeindeedikts wurde Hörleinsdorf dem 1808 gebildeten Steuerdistrikt Bürglein und der 1810 gegründeten Ruralgemeinde Bürglein zugeordnet. Mit dem Zweiten Gemeindeedikt (1818) wurde Hörleinsdorf in die neu gebildete Ruralgemeinde Kehlmünz umgemeindet. Diese wurde am 1. Juli 1972 im Zuge der Gebietsreform in Bayern in den Markt Dietenhofen eingegliedert.

### Baudenkmal
- Wohnstallhaus und ehemaliges Gasthaus[14]

### Einwohnerentwicklung
| Jahr      | 001818 | 001840 | 001861 | 001871 | 001885 | 001900 | 001925 | 001950 | 001961 | 001970 | 001987 | 002005 | 002013 |
| Einwohner | 50     | 69     | 63     | 74     | 61     | 46     | 51     | 58     | 36     | 38     | 28     | 28     | 20     |
| Häuser    | 8      | 8      |        |        | 9      | 9      | 8      | 8      | 9      |        | 8      |        |        |
| Quelle    | [ 16 ] | [ 17 ] | [ 18 ] | [ 19 ] | [ 20 ] | [ 21 ] | [ 22 ] | [ 23 ] | [ 24 ] | [ 25 ] | [ 26 ] | [ 27 ] | [ 1 ]  |

## Religion
Der Ort ist seit der Reformation evangelisch-lutherisch geprägt und nach St. Johannes gepfarrt. In der ersten Hälfte des 19. Jahrhunderts war kurzzeitig die Pfarrei St. Martin zuständig. Die Einwohner römisch-katholischer Konfession waren ursprünglich nach Unsere Liebe Frau gepfarrt, seit den 1980er Jahren ist die Pfarrei St. Bonifatius zuständig.